# 함명준
함명준(咸明埈, 1960년 4월 11일~)은 대한민국의 정치인이다. 제37·38대 강원도 고성군수(민선 7·8기)이다. 군수 재직 전에는 제6·7대 강원도 고성군의원을 지냈다.

## 학력
- 간성초등학교
- 고성중학교
- 고성고등학교
- 울산공업전문대학 조선과

## 경력
- 고성군주민협의회 사무국장
- 2010.07~2016.06: 제6대 강원도 고성군의회 의원
- 2010.07~2012.07: 제6대 강원도 고성군의회 전반기 부의장
- 2014.07~2018.06: 제7대 강원도 고성군의회 의원
- 2017.07~: 고성중고등학교 총동문회 회장
- 2020.04~: 제37·38대 민선 7·8기 강원 고성군수
- 2024.07~: 제21대 접경지역 시장·군수협의회장

## 수상
- 더불어민주당 대표 1급 포상 표창

## 역대 선거 결과
|  | 28.63% |

|  | 12.21% |

|  | 23.25% |

|  | 48.66% |

|  | 56.05% |